# MySoundユーザースペース
MySoundユーザースペース（マイサウンドゆーざーすぺーす）は、ヤマハが運営する音楽コミュニティサービスサイト。他の音楽サービスに対してJASRACに登録されている作品のコピー曲を投稿できることが特徴。

2007年9月27日に「プレイヤーズ王国」から現在の名称に変更された。

2009年12月22日をもって終了した。

## 概要
個人の作った音楽演奏、ア・カペラ、インストゥルメンタル、MIDIファイルなどあらゆる楽曲を公開することが可能。オリジナルのダウンロードの許された曲を除いて、曲の再生には別ウィンドウが開きFlash形式で再生できる。かつてはヤマハが配布するMidi音源プレイヤー「MidRadio Player」というソフトウェアが必要だった。
登録曲数は5万1000曲にのぼる。特徴として、JASRACへの著作権申請はMySoundユーザースペースの事務局が代行する点がある。手続きや作品確認のため、曲登録から公開までは4日～2週間程度掛かる。(最近は1～2日で公開されている)

## 機能
作品の公開
コピー曲、オリジナルの曲を公開することができる。無料会員は20MB、月額525円で1GBのスペースが与えられる。
作品への評価
作品に対して「Very Good!!」もしくは「Good!」の評価をつける機能がある。獲得票数や再生回数など独自の集計方式で各ランキングに反映される。気に入った作品には自分のマイページで紹介するレコメンド機能がある。
特集
主に音楽に関連したものの特集を期間ごとに載せている。
ミュージックマーケット（Music Market）
月額525円のプレミアム会員のみの機能で、オリジナルの楽曲を有料で販売することができる。
ランキング
オリジナル作品とコピー作品ごとに週・日刊で変化する。
ジャンル別検索
Jポップやジャズなどをジャンル別に検索することができる。
コピー曲検索
アーティストの頭文字やキーワード検索により既存のアーティストのコピー曲を見つけることができる。
ユーザー検索
ユーザー名、性別、年齢などの設定からユーザーの検索ができる。
マイページ
ソーシャル・ネットワーキング・サービスの一環として設けられているページで、プロフィール 、作品やユーザーのお気に入り、作品や日記の公開などの機能がある。有料版では壁紙などカスタマイズできる。